# 球果脚骨脆
球果脚骨脆（学名：Casearia glomerata var. glomerata）为大风子科脚骨脆属下的一个变种。

## 扩展阅读
- 維基物種上的相關：球果脚骨脆